# Mycomya electa
Mycomya electa är en tvåvingeart som beskrevs av Vaisanen 1984. Mycomya electa ingår i släktet Mycomya och familjen svampmyggor. Inga underarter finns listade i Catalogue of Life.